# Lepidodexia setosa
Lepidodexia setosa är en tvåvingeart som först beskrevs av Daniel William Coquillett 1895.  Lepidodexia setosa ingår i släktet Lepidodexia och familjen köttflugor. Inga underarter finns listade i Catalogue of Life.